# فان غرين
فـان غرين (بالإنجليزية: Van Green)‏ هو لاعب كرة قدم أمريكية أمريكي، ولد في 21 أبريل 1951 في أوبورندال في الولايات المتحدة.

## وصلات خارجية
- فـان غرين على موقع مرجع كرة القدم المحترفة.كوم (الإنجليزية)
- فـان غرين على موقع JustSportsStats.com (الإنجليزية)